# Homole (Východolabská tabule)
Homole (279 m n. m.) je vrch v okrese Kolín Středočeského kraje. Leží asi 1,8 km východně od obce Býchory na jejím katastrálním území. Je to nejvyšší bod Krakovanské tabule.

## Geomorfologické zařazení
Geomorfologicky vrch náleží do celku Východolabská tabule, podcelku Chlumecká tabule, okrsku Krakovanská tabule a podokrsku Bělušická plošina.